# Poemenesperus callimus
Poemenesperus callimus es una especie de escarabajo longicornio del género Poemenesperus, tribu Tragocephalini, subfamilia Lamiinae. Fue descrita científicamente por Jordan en 1903.
Se distribuye por Costa de Marfil, Gabón, República Democrática del Congo y Guinea Ecuatorial. Mide aproximadamente 11-17 milímetros de longitud. El período de vuelo ocurre en los meses de octubre y diciembre.